# レンツォ・エウセビ
レンツォ・エウセビ (Renzo Eusebi, 1946年 - )は、イタリアの画家兼彫刻家。

## 略歴
イタリアの画家、現代美術の彫刻家で、Transvisionismo（1995年）とGAD（Dialectical Aniconism Group-1997年）の芸術運動の共同創設者。